# Comité Especializado de Inmigración
El Comité Especializado de Inmigración es un órgano colegiado de apoyo al Consejo de Seguridad Nacional. Este comité se encarga de reforzar al nivel político estratégico los esfuerzos del conjunto de las Administraciones Públicas y demás actores implicados para atender el fenómeno de la inmigración con un enfoque omnicomprensivo en el que la dimensión securitaria sea abordada de manera que, entre otros objetivos, favorezca la promoción de la plena integración de los extranjeros en la sociedad española.
El Comité Especializado de Inmigración se crea por Acuerdo del Consejo de Seguridad Nacional de 10 de julio de 2014.

## Funciones
El Comité Especializado de Inmigración ejercerá las siguientes funciones:
- Reforzar las relaciones de coordinación, colaboración y cooperación entre las distintas Administraciones Públicas, así como entre los sectores público y privado, con implicación de la sociedad civil en general.
- Contribuir a la elaboración de propuestas normativas de evaluación y prospectiva en materia de inmigración, para anticipar en tiempo útil y visión integral las consecuencias, las implicaciones, así como la evolución y las medidas de respuesta ante el fenómeno.
- Realizar la valoración de los riesgos y amenazas, análisis de los potenciales escenarios de crisis y la elaboración y mantenimiento actualizado de los planes de respuesta.
- Facilitar la coordinación operativa entre los órganos y autoridades competentes cuando las situaciones lo precisen.
- Impulsar las medidas de cooperación internacional que sean necesarias.
- Apoyar cuando las circunstancias lo requieran las actuaciones que desarrolle el Comité de Situación.
- Todas aquellas otras funciones que le encomiende el Consejo de Seguridad Nacional.